# Havassy Pál
Havassy Pál (Nógrádszakál, 1924. március 8. – Budapest, 1985. július 23.) Ybl Miklós-díjas (1983) magyar építészmérnök.

## Életpályája
1950-ben szerzett építészmérnöki oklevelet a Budapesti Műszaki Egyetemen. 1950–1964 között a Középülettervező Vállalat tervező mérnöke és létesítményi főmérnöke volt. 1964–1984 között az Országos Műemléki Felügyelőség főmérnöke, majd általános illetve műszaki igazgató-helyettese volt.

### Munkássága
Részt vett a Budapesti Műszaki Egyetem új épületeinek és a Gödöllői Agrártudományi Egyetem építkezéseinek tervezésében. Az 1950-es évek végén a Budavári Palota helyreállításának tervezésébe kapcsolódott be. Az Országos Széchényi Könyvtár részére kijelölt Krisztinavárosi szárny tervpályázatán első díjat nyert és a tervezés irányítására is megbízást kapott. Könyvtárépítéssel kapcsolatos szaktudását konzulensként itthon és külföldön is igénybe vették. Irányította a rodostói Rákóczi-ház restaurálását, majd Erdei Ferenccel közösen a Budapest. I. Táncsics Mihály u. 1. alatti műemléképület helyreállítását.

## Könyvei
- A Nemzeti Könyvtár új épülete a Budavári Palotában (Farkas Lászlóval, Tombor Tiborral; OSZK Évkönyve. Budapest, 1961–1962; és külön: az OSZK kiadványai. 61. Budapest, 1964)
- Debrecen, Vasas Üdülő (Magyar Építőipar, 1965)
- Könyvtárépítési tapasztalatok. Alapelvek-irányszámok (Sallai Istvánnal, Tombor Tiborral; Az OSZK Könyvtártudományi Módszertani Központ kiadványa. Budapest, 1972)
- A szegedi könyvtár és levéltár új épületének tervezési programja (Sallai Istvánnal, Tombor Tiborral; Az OSZK Könyvtártudományi Módszertani Központ kiadványa. Budapest, 1972)
- A Székesfehérvári Megyei Könyvtár új épületének tervezési programja (Sallai Istvánnal, Tombor Tiborral; Országos Könyvtárépítési Konferencia. 1972. szeptember 14. Székesfehérvár. Rendezi az OSZK KMK és a Székesfehérvári Megyei Könyvtár. Előadások, hozzászólások. Szerkesztette: Neményi László. Budapest–Székesfehérvár, 1973)
- A Békéscsabai Megyei Könyvtár új épületének tervezési programja (Sallai Istvánnal; Az OSZK Könyvtártudományi Módszertani Központ kiadványa. Budapest, 1973)
- Az Egri Megyei Könyvtár bővítésének tervezési programja (Bereczky Lászlóval, Sallai Istvánnal; Az OSZK Könyvtártudományi Módszertani Központ kiadványa. Budapest, 1973)
- A magyar könyvtártervezés és -építés tapasztalatai (Műszaki Tervezés, 1974)
- Egyedi műemlék-helyreállítás (Műemlékvédelem és a társadalom. Az Egri Nyári Egyetem előadásai, 1975. aug. 4–13. Eger, 1976)
- A műemléki jelentőségű területek helyreállításának speciális irányelvei (A műemlékvédelem elvi kérdései. Az Egri Nyári Egyetem előadásai, 1976. aug. 2–11. Eger, 1977)
- Műemlékek korrózióvédelmének gyakorlati kérdései (A műemlék-helyreállítás gyakorlata. Az Egri Nyári Egyetem előadásai, 1977. aug. 1–10. Eger, 1978)
- Sopron, Fő tér 7. Tábornok-ház műemléképület helyreállítása (Magyar Építőipar, 1980)
- Rodostó, Tekirdag, Rákóczi Múzeum (Magyar Építőipar, 1983)
- II. Rákóczi Ferenc Emlékmúzeum Rodostóban (Történeti Múzeumi Közlemények, 1983)
- A Magyar Nemzeti Könyvtár a Budavári Palota „F” Épületében (Magyar Építőipar, 1985)

## Díjai
- Magyar Műemlékvédelemért érem (1977)
- Ybl Miklós-díj (1983)